# Ricaud (Hautes-Pyrénées)
Ricaud ist eine französische Gemeinde mit 65 Einwohnern (Stand 1. Januar 2022) im Département Hautes-Pyrénées in der Region Okzitanien (vor 2016: Midi-Pyrénées). Sie gehört zum Arrondissement Tarbes und zum Kanton La Vallée de l’Arros et des Baïses.
Die Einwohner werden Ricaudais und Ricaudaises genannt.

## Geographie
Ricaud liegt am Arros, in den hier der Bach Lène einmündet, zehn Kilometer nordwestlich von Lannemezan in der historischen Vizegrafschaft Nébouzan.
Umgeben wird Ricaud von den sechs Nachbargemeinden:
| Ozon        | Lanespède                                   |      |
| Chelle-Spou | Kompassrose, die auf Nachbargemeinden zeigt | Péré |
| Artiguemy   | Gourgue                                     |      |

## Einwohnerentwicklung
Nach Beginn der Aufzeichnungen stieg die Einwohnerzahl bis zur Mitte des 19. Jahrhunderts auf einen Höchststand von rund 340. In der Folgezeit sank die Größe der Gemeinde bei zwischenzeitlichen Erholungsphasen bis zur Jahrtausendwende auf rund 55 Einwohner, bevor sie sich auf ein Niveau von rund 65 Einwohner stabilisierte.
| Jahr      | 1962 | 1968 | 1975 | 1982 | 1990 | 1999 | 2006 | 2011 | 2022 |
| --------- | ---- | ---- | ---- | ---- | ---- | ---- | ---- | ---- | ---- |
| Einwohner | 86   | 81   | 79   | 66   | 62   | 54   | 70   | 70   | 65   |

## Sehenswürdigkeiten
- Himmelfahrts-Kirche (Église de l’Assomption)

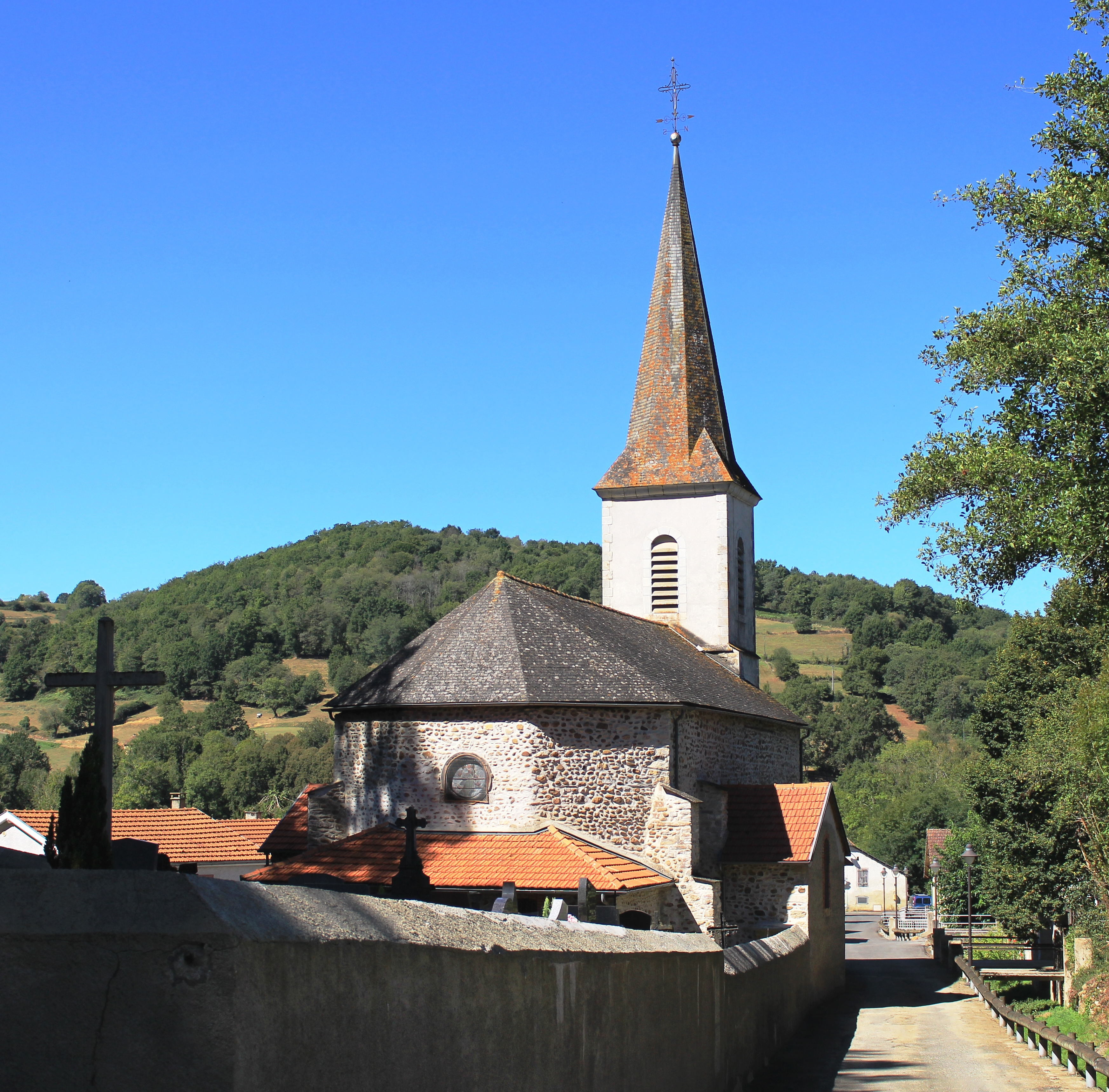
Himmelfahrts-Kirche
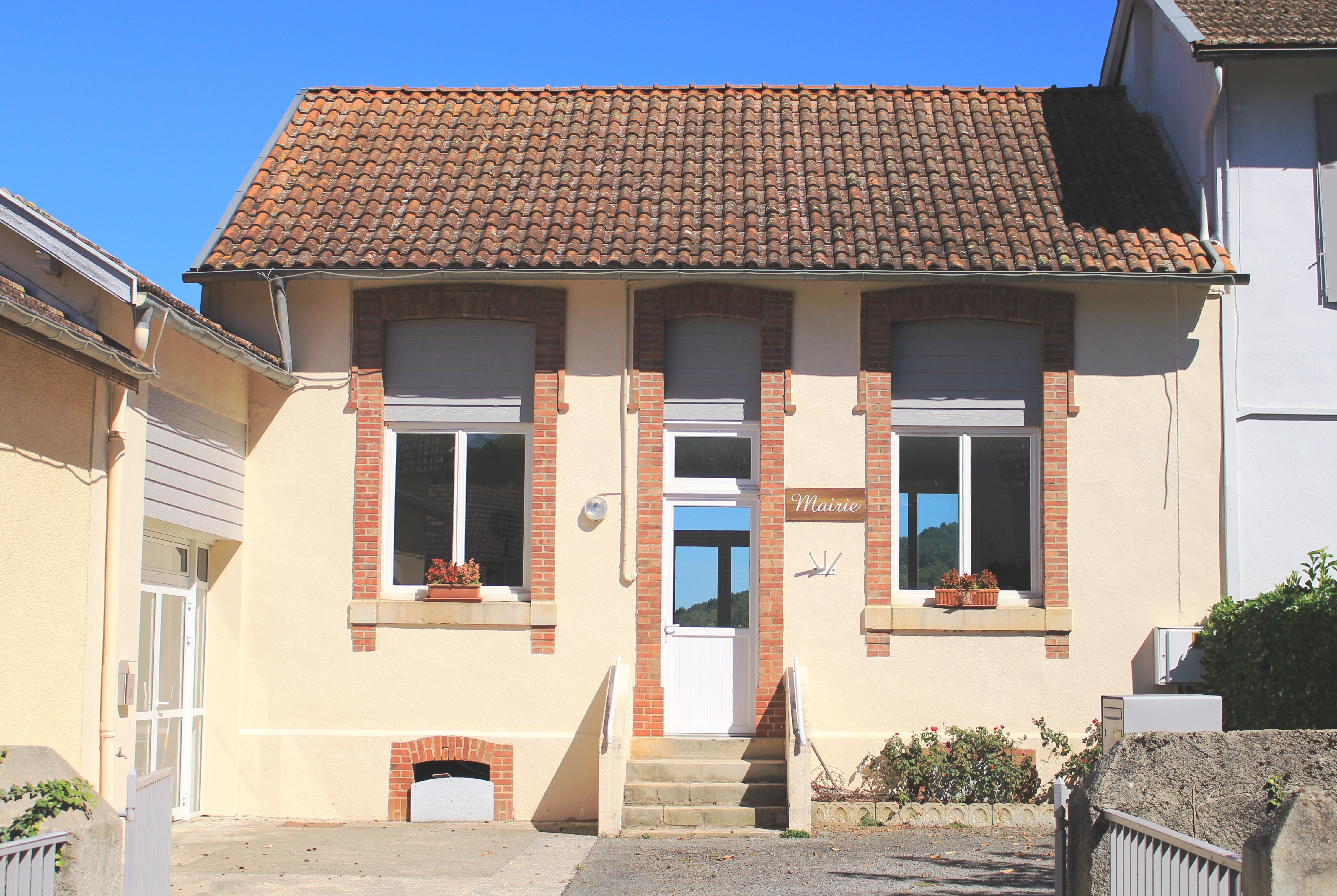
Mairie (Rathaus)
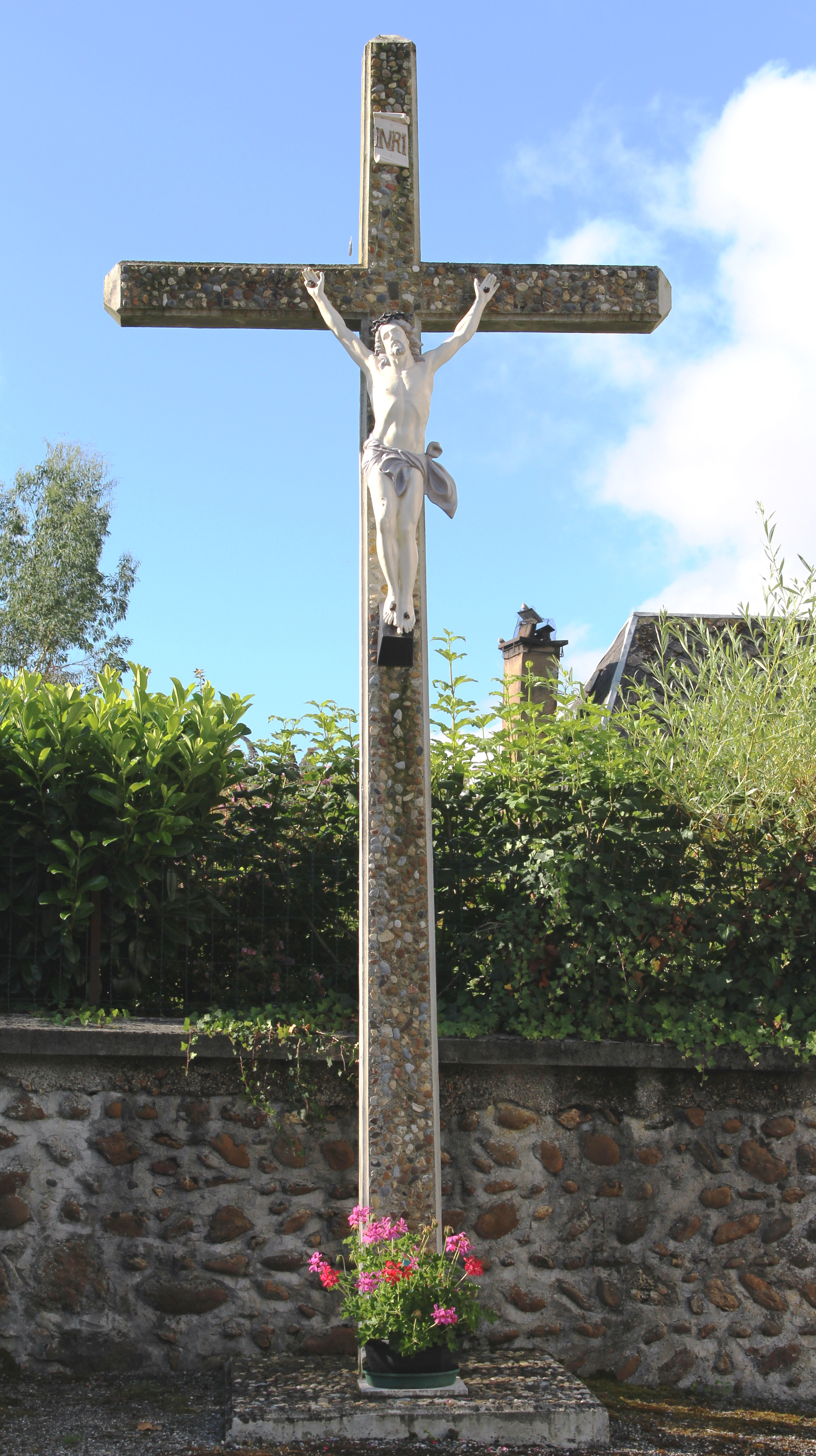
Monumentales Kreuz in Ricaud
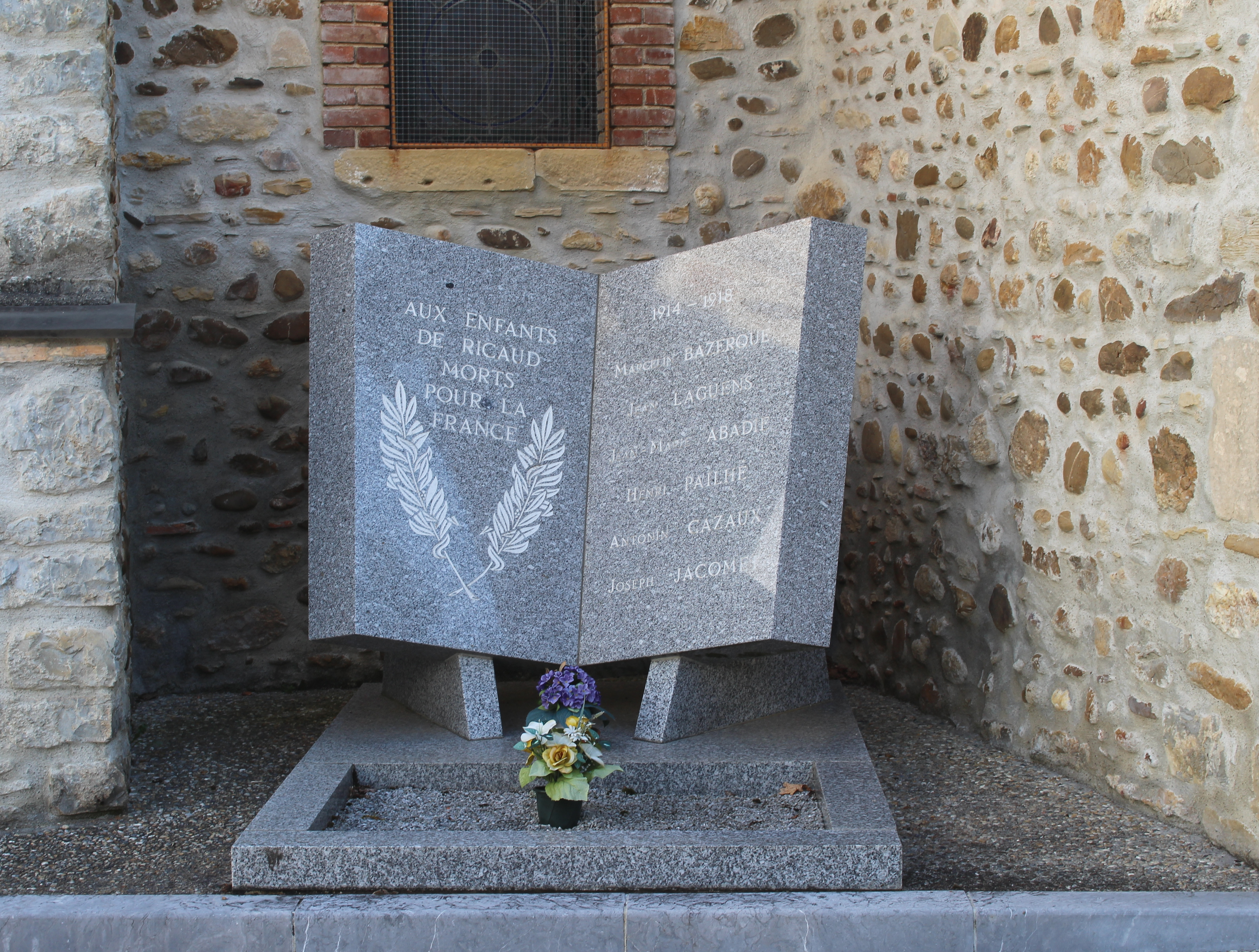
Gefallenendenkmal
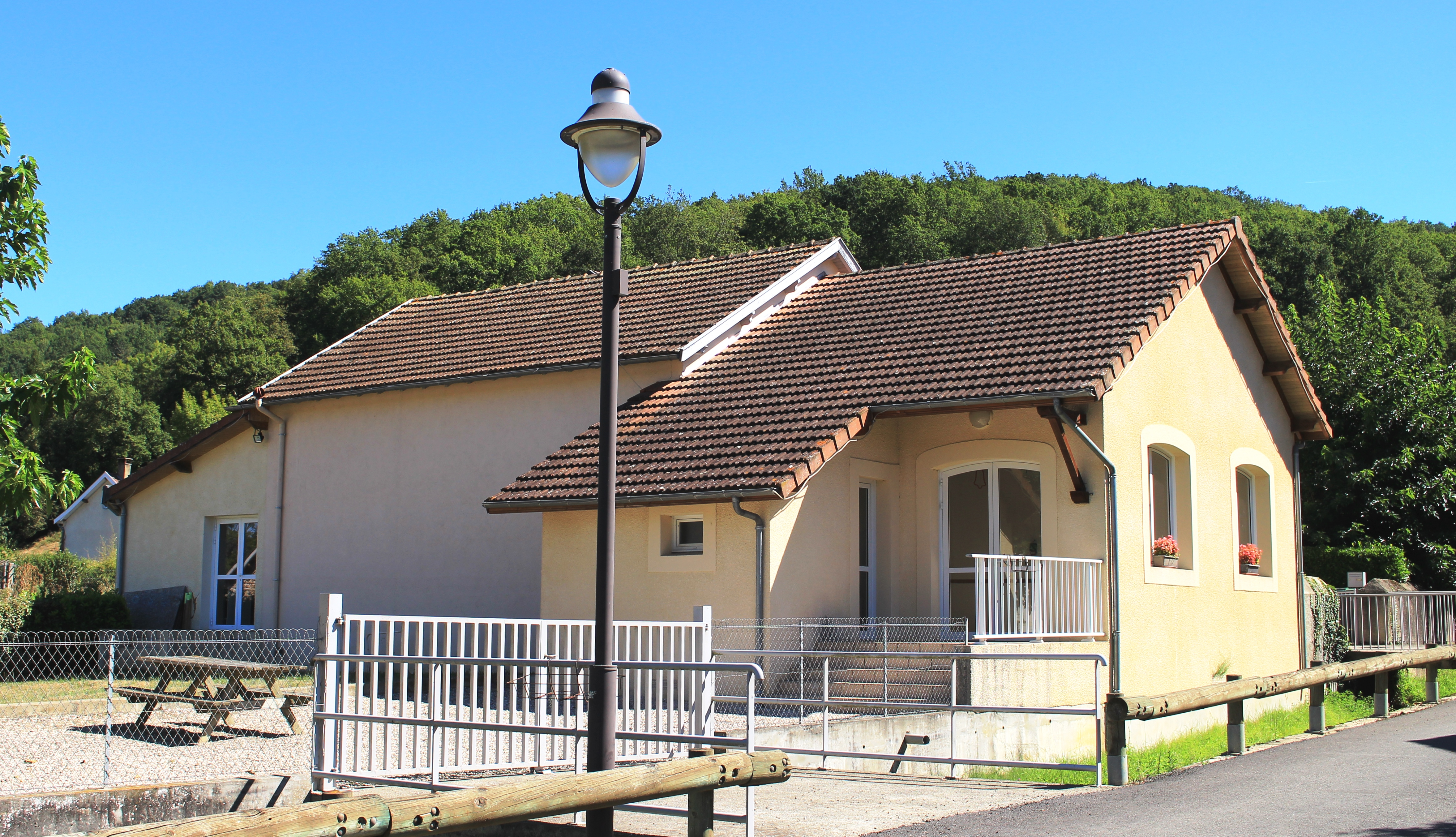
Gemeindefesthalle

## Wirtschaft und Infrastruktur
Ricaud liegt in den Zonen AOC der Schweinerasse Porc noir de Bigorre und des Schinkens Jambon noir de Bigorre.

### Verkehr
Ricaud wird von der Route départementale 14 durchquert.